# هايرول واريرز
هايرول واريرز (بالإنجليزية: Hyrule Warriors)‏ (باليابانية: ゼルダ無双) ، هي لعبة فيديو إلكترونية من نوع مغامرات وساحة قتال، أنتجها شركة تيكمو كوي اليابانية سنة 2014م ونشرها شركة نينتندو، صدرت على نظام نينتندو وي يو سنة 2014 ثم صدرت على نظام المحمول نينتندو 3دي إس سنة 2016م.